# 河野稠果
河野 稠果（こうの しげみ、1930年（昭和5年）10月29日 - ）は日本の人口学者、麗澤大学名誉教授。

## 経歴
広島県の生まれ。1949年旧制山口高等学校卒業、1953年山口大学文理学部社会学専攻卒業、1958年、アメリカ・ブラウン大学大学院社会学研究科博士課程修了（Ph.D.in sociology）。同年厚生省人口問題研究所入所。1961年から1963年、インド・ボンベイ国際連合人口研修・研究センター教授として出向。1963年厚生省人口問題研究所厚生技官。1965年、ユーゴスラビア世界人口会議では座長を勤めた。1967年、国際連合本部人口部専門官へ転任。1973年から1978年まで同人口推計課長。同年、厚生省人口問題研究所へ再転任し、人口情報部長。1982年、同研究所人口政策部長。1986年から1993年まで同所長。麗澤大学国際経済学部教授。2006年同大学名誉教授となる。

## 著書
- 『世界の人口』東京大学出版会 1986
- 『人口学への招待 少子・高齢化はどこまで解明されたか』中公新書 2007

### 共編著
- 『欧米における出生力低下の動向と出生政策』阿藤誠共著 日本児童問題調査会 1982
- 『低出生力をめぐる諸問題』岡田実共編 大明堂 1992 シリーズ・人口学研究
- 『世界の人口問題』濱英彦共編 大明堂 1998 シリーズ・人口学研究
- 『人口と文明のゆくえ』大淵寛共編 大明堂 2002 シリーズ・人口学研究
- 『国際人口移動の新時代』吉田良生共編著 原書房 2006 人口学ライブラリー

### 翻訳
- M.S.タイテルボーム, J.M.ウインター『人口減少 西欧文明衰退への不安』黒田俊夫共監訳 多賀出版 1989
- 国際連合経済社会局編『国際連合世界人口予測データ :1950～2025』監訳 原書房 1990

## 参考
- 「河野稠果先生への謝辞 河野稠果教授略歴等一覧 主要業績一覧」佐藤政則『麗澤経済研究』2006-03